# Spoorlijn Le Pallet - Vallet
De spoorlijn Le Pallet - Vallet was een Franse spoorlijn van Le Pallet naar Vallet. De lijn was 6,3 km lang.

## Geschiedenis
De lijn werd geopend door de Administration des chemins de fer de l'État op 31 maart 1912. Personenvervoer werd opgeheven op 31 december 1933, goederenvervoer was er tot 24 januari 1959. Daarna is de lijn opgebroken.

## Aansluitingen
In de volgende plaats  was er een aansluiting op de volgende spoorlijn:
Le Pallet
RFN 530 000, spoorlijn tussen Nantes en Saintes